# 1984년 하계 올림픽 유도
1984년 하계 올림픽의 유도는 1984년 7월 29일부터 8월 4일까지 미국 로스엔젤레스 캘리포니아 주립대학에서 진행되었으며, 동구권 국가들은 불참하였다.

## 경기장
로스엔젤레스에 있는 캘리포니아 주립대학에서 경기가 열렸다.
| 도시                       | 경기장                                            | 비고    |
| -------------------------- | ------------------------------------------------- | ------- |
| 로스엔젤레스 (Los Angeles) | 캘리포니아 주립대학 (California State University) | 전 경기 |

## 세부 종목
남자 8종목이 진행되었으며, 세부 종목은 아래와 같다.
| - 남자 종목 - 60kg급 - 65kg급 - 71kg급 - 80kg급 - 90kg급 - 95kg급 - 95kg이상급 - 무제한급 |

## 메달리스트

### 남자
| 종목                   | 금                           | 은                            | 동                                 |
| ---------------------- | ---------------------------- | ----------------------------- | ---------------------------------- |
| 남자 60kg급 자세히     | 호소카와 신지 · 일본         | 김재엽 · 대한민국             | 닐 에커슬리 · 영국                 |
| 남자 60kg급 자세히     | 호소카와 신지 · 일본         | 김재엽 · 대한민국             | 에드워드 리디 · 미국               |
| 남자 65kg급 자세히     | 마쓰오카 요시유키 · 일본     | 황정오 · 대한민국             | 마르크 알렉상드르 · 프랑스         |
| 남자 65kg급 자세히     | 마쓰오카 요시유키 · 일본     | 황정오 · 대한민국             | 요제프 라이터 · 오스트리아         |
| 남자 71kg급 자세히     | 안병근 · 대한민국            | 에치오 감바 · 이탈리아        | 케리스 브라운 · 영국               |
| 남자 71kg급 자세히     | 안병근 · 대한민국            | 에치오 감바 · 이탈리아        | 루이스 온무라 · 브라질             |
| 남자 78kg급 자세히     | 프랭클린 비네거 · 서독       | 닐 애덤스 · 영국              | 미르 브라티카 · 루마니아           |
| 남자 78kg급 자세히     | 프랭클린 비네거 · 서독       | 닐 애덤스 · 영국              | 미셸 노박 · 프랑스                 |
| 남자 86kg급 자세히     | 페터 자이젠바허 · 오스트리아 | 로버트 랜트 · 미국            | 월터 카르모나 · 브라질             |
| 남자 86kg급 자세히     | 페터 자이젠바허 · 오스트리아 | 로버트 랜트 · 미국            | 세이유코 · 일본                    |
| 남자 95kg급 자세히     | 하형주 · 대한민국            | 도글라스 비에이라 · 브라질    | 비아르드니 프리드릭손 · 아이슬란드 |
| 남자 95kg급 자세히     | 하형주 · 대한민국            | 도글라스 비에이라 · 브라질    | 권터 노이로이터 · 서독             |
| 남자 95kg이상급 자세히 | 사이토 히토시 · 일본         | 안젤로 파리시 · 프랑스        | 마크 버거 · 캐나다                 |
| 남자 95kg이상급 자세히 | 사이토 히토시 · 일본         | 안젤로 파리시 · 프랑스        | 조용철 · 대한민국                  |
| 남자 무제한급 자세히   | 야마시타 야스히로 · 일본     | 모하메드 알리 라슈안 · 이집트 | 미하이 시드 · 루마니아             |
| 남자 무제한급 자세히   | 야마시타 야스히로 · 일본     | 모하메드 알리 라슈안 · 이집트 | 아르투르 슈나벨 · 서독             |

## 메달 집계

### 최종 순위
| 순위 | 국가             | 금메달 | 은메달 | 동메달 | 합계 |
| ---- | ---------------- | ------ | ------ | ------ | ---- |
| 1    | 일본 (JPN)       | 4      | 0      | 1      | 5    |
| 2    | 대한민국 (KOR)   | 2      | 2      | 1      | 5    |
| 3    | 서독 (FRG)       | 1      | 0      | 2      | 3    |
| 4    | 오스트리아 (AUT) | 1      | 0      | 1      | 2    |
| 5    | 브라질 (BRA)     | 0      | 1      | 2      | 3    |
| 5    | 영국 (GBR)       | 0      | 1      | 2      | 3    |
| 5    | 프랑스 (FRA)     | 0      | 1      | 2      | 3    |
| 6    | 미국 (USA)       | 0      | 1      | 1      | 2    |
| 7    | 이집트 (EGY)     | 0      | 1      | 0      | 1    |
| 7    | 이탈리아 (ITA)   | 0      | 1      | 0      | 1    |
| 8    | 루마니아 (ROU)   | 0      | 0      | 2      | 2    |
| 9    | 캐나다 (CAN)     | 0      | 0      | 1      | 1    |
| 9    | 아이슬란드 (ISL) | 0      | 0      | 1      | 1    |
| 합계 | 합계             | 8      | 8      | 8      | 16   |